# Agrochola americana
Agrochola americana là một loài bướm đêm trong họ Noctuidae.